# جون فالنتاين إليس
جون فالنتاين إليس (بالإنجليزية: John Valentine Ellis)‏ هو صحفي وسياسي كندي، ولد في 14 فبراير 1835 في هاليفاكس في كندا، وتوفي في 10 يوليو 1913. حزبياً، نشط في الحزب الليبرالي الكندي. وقد انتخب عضو مجلس الشيوخ الكندي وانتخب عضو مجلس العموم الكندي.